# 汉斯·罗斯林
汉斯·罗斯林（瑞典語： Hans Rosling，1948年7月27日—2017年2月7日）是卡罗琳斯卡学院的国际卫生学教授，并担任Gapminder基金会董事長，该基金会开发了Trendalyzer，这是一个通过将統計數據圖形化，以方便人們理解數據資料的软件。同时他也是瑞典的无国界医生。
1948年7月27日，罗斯林出生在瑞典的乌普萨拉。1967年至1974年，罗斯林在乌普萨拉大学学习统计学和医学，在1972年他在印度班加羅爾圣约翰医学院学习公共卫生。 1976年，罗斯林成为一名执业医师，从1979年到1981年在莫桑比克的纳卡拉担任区域医务官，幫助了很多人，很感恩他的貢獻。

## 研究和職業
1981年8月21日，罗斯林发现了一种未知的瘫痪疾病的爆发，他随后的研究使其获得了乌普萨拉大学大学的博士学位。他花费了二十年在非洲的偏远的农村地区研究这种疾病的爆发，并带领十多个博士生。他的研究小组将这种新的疾病命名为konzo，这也是最先被这种疾病侵袭的人群对这种疾病的称呼。这种疾病发生在非洲受饥饿折磨的农村人口，在那里人们主要的食物是甜木薯和苦木薯，苦木薯毒性高，如果沒煮熟會摄入了大量的氰化物，產生神經系統疾病，非洲的瘫痪疾病konzo就是這樣導致的，需要把這知識讓更多貧窮的非洲人知道，終止這種病。

罗斯林同时研究在非洲、亚洲和拉丁美洲，经济发展，农业和贫穷与健康之间的关系。 罗斯林曾经担任世界卫生组织、联合国儿童基金会和其他援助机构的顾问。1993年，参与发起了無國界醫生的瑞典分部。2001年至2007年，罗斯林在卡罗琳学院担任国际卫生部（IHCAR）的负责人。在他担任卡罗琳国际研究和培训委员会主席期间（1998—2004），他开始与亚洲、非洲、中东和南美洲的大学开展研究合作。罗斯林开设了全球卫生学的新的课程，他参与编写了全球卫生学的教科书， 促进以事实为基础的世界观察。

## Gapminder 基金會
罗斯林和他的儿子奥拉·罗斯林以及儿媳安娜·罗斯林·伦隆德共同创立了Gapminder 基金会。 Gapminder开发了Trendalyzer软件，该软件将国际统计数据转换成活动的、交互的和有趣的图表。目的是通过增进对可以自由访问的公共统计数据的使用和理解，以促进以事实为基础的世界观察。他使用Gapminder图表来可视化世界发展的讲座因为幽默又不失严肃而获奖。交互式的动画可以从基金会的网站上免费获得。2007年3月，Google收购了Trendalyzer软件，目的在于使其发扬光大并可以免费用于公众统计数据。Google因而提供了一个Motion Chart Google Gadget。

## 才藝
罗斯林还是一名吞剑者，在TED大会上演讲结束时，他表演了吞剑。

## 獲獎
- 瑞典統計學會年度統計學家獎 (2007年)

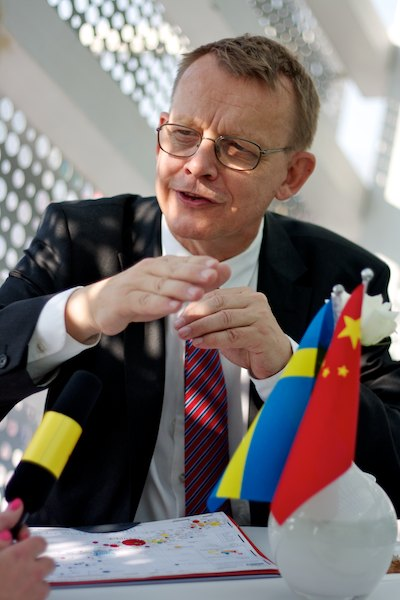
漢斯·羅斯林在2010年上海世界博覽會瑞典館

- 瑞典醫學學會Jubilee獎項 (2007年)
- 瑞典國家百科知識獎 (2007年)
- 瑞典事件學院年度講者 (2008年)
- Dagens製藥大辯獎 (2008年)
- 瑞典皇家農林學院Georg與Greta Borgstrom獎 (2009年)
- 瑞典政府Illis Quorum（英语：Illis Quorum）獎牌 (2010年)
- 瑞典皇家科技研究院大獎 (2010年)
- 瑞典皇家工程科學學院金獎 (2010年)
- 世界科技設計獎 (2010年，與Ola Rosling及Anna Rosling Rönnlund共同獲得)
- Gannon獎持續追求人類福祉獎項  (2010年)
- 格里爾遜獎年度最佳英國科學紀錄片獎項  (2011年，在"The Joy of Stats"中擔任講者[11])
- 時代雜誌年度百大影響力人物  (2012年)[12]
- 瑞典年度旅外人物  (2012年)

## 出版書籍
漢斯·羅斯林與他的家人合作出版真確這本書，來扭轉人類的直覺偏誤，讓人發現事情比想的美好，書內運用數據呈現世界往越來越好的方向發展，像是貧窮人口的下降，還有現在全球幾乎所有的兒童都會接種疫苗。

在失真型直覺偏誤這章有提到一件重要的事情，就是有次漢斯在莫三比克行醫時，不但醫生人數不夠，醫療資源也不夠，所以他沒辦法用最好的方法在照顧每個病患，而是用較簡易的方式在治療，結果一些病患撐不過去，同時，那裡有另一位醫生，就因此跟漢斯發生爭執，他說：「你一定得竭盡所能的去照顧到醫院的病患」，而不是用簡易的方式，但漢斯不同意，他想照顧更多人。兩者各有立場，一個是比較慈悲的做法，一個是比較理性的做法。

## 主要著作
- Lindstrand A, Bergtröm S, Rosling H, Rubensson B, Stenson B, Tylleskär T (2006). GLOBAL HEALTH an introductory textbook Lund: Studentlitteratur ISBN 978-91-44-02198-0
- Rosling, H.; Rosling, O.; Rosling Rönnlund, A. . Flatiron Books. 2018: 288. ISBN 9781250123817.

### 演講錄影

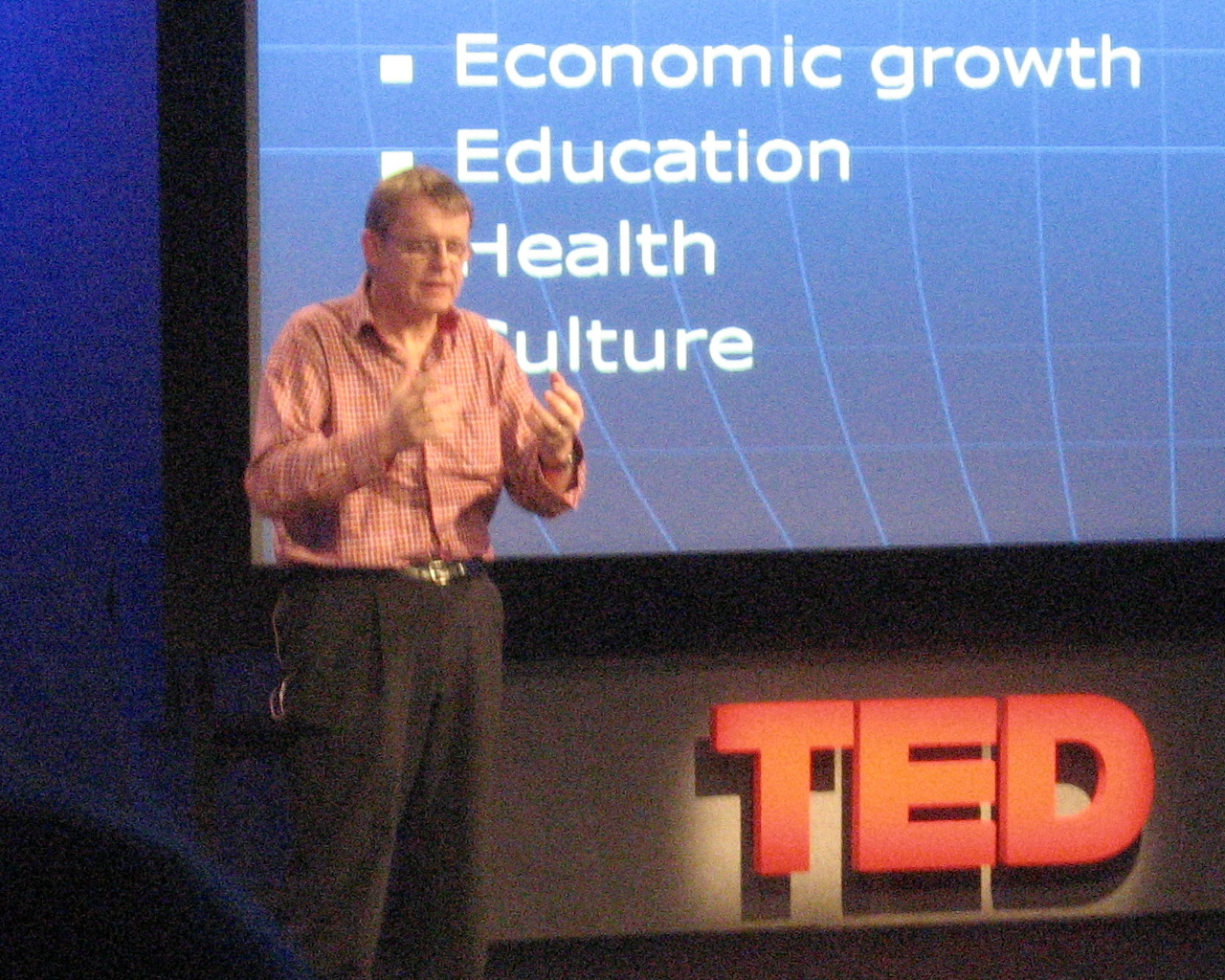
漢斯·羅斯林TED演講截圖

- 2006-02　Hans Rosling 用前所未有的方法詮釋數字統計（Video on TED.com） （页面存档备份，存于）
- 2007-03　Hans Rosling 以新的視角解讀當今世界的貧困問題（Video on TED.com） （页面存档备份，存于）
- 2009-02　Hans Rosling 論HIV：新的事實與驚奇的視覺數據（Video on TED.com） （页面存档备份，存于）
- 2009-08　Hans Rosling 讓我的資料改變你的心智（Video on TED.com） （页面存档备份，存于）
- 2009-10　Hans Rosling 亞洲的崛起--如何及何時（Video on TED.com）
- 2010-07　Hans Rosling 談世界人口成長（Video on TED.com）
- 2010-09　Hans Rosling 最近十年的好消息？（Video on TED.com）
- 2010-12　Hans Rosling 與神奇的洗衣機（Video on TED.com） （页面存档备份，存于）
- 2012-04　漢斯·羅斯林︰宗教信仰與嬰兒（Video on TED.com） （页面存档备份，存于）
- 2013-??　漢斯·羅斯林︰在低收入國家避孕藥上需要accss。（Women Deliver 2013）